# 勒瓦勒拉雷
勒瓦勒拉雷（法語：Le Val-Larrey，法語發音：[lə val laʁɛ]）是法国科多尔省的一个市镇，属于蒙巴尔区。该市镇于2019年由原市镇比耶尔莱瑟米尔和弗莱合并而成。

## 地理
勒瓦勒拉雷（47°26'10"N, 4°19'47"E）面积20.02 平方千米，位于法国勃艮第-弗朗什-孔泰大區科多尔省，该省份为法国中东部省份，北起奥布省，西接涅夫勒省和约讷省，南至索恩-卢瓦尔省，东南接汝拉省，东临上索恩省，东北部与上马恩省接壤。
与勒瓦勒拉雷接壤的市镇（或旧市镇、城区）包括：库尔塞勒莱瑟米尔、欧苏瓦地区瑟米尔、蓬和马塞讷、阿尔芒松河畔蒙蒂尼、布里亚尼、普雷西苏蒂勒、鲁瓦伊、艾西苏蒂勒、蒙蒂尼圣巴泰勒米。
勒瓦勒拉雷的时区为UTC+01:00、UTC+02:00（夏令时）。

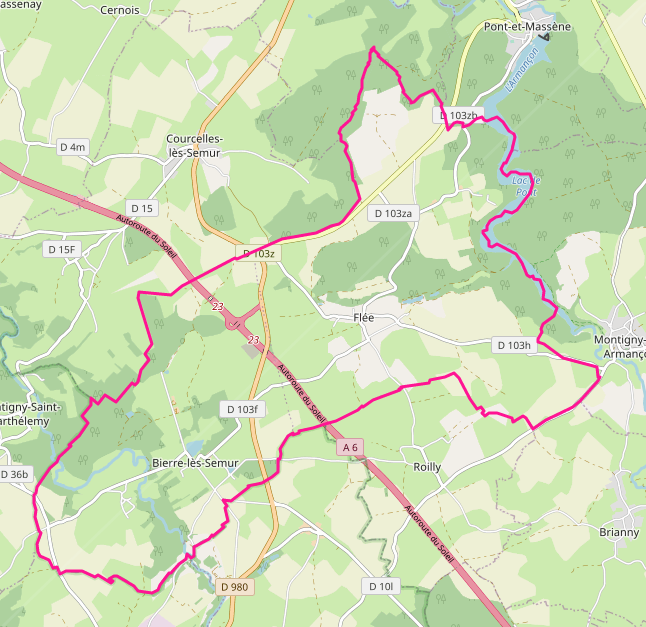
勒瓦勒拉雷的OSM定位图

## 行政
勒瓦勒拉雷的邮政编码为21140，INSEE市镇编码为21272。

## 政治
勒瓦勒拉雷所属的省级选区为欧苏瓦地区瑟米尔县。

## 人口
勒瓦勒拉雷于2022年1月1日时的人口数量为272人。